# 20 juillet en sport
20 juin 20 août
Chronologies thématiques
- Croisades
- Ferroviaires
- Disney

Le 20 juillet est le 201e jour de l'année (202e en cas d'année bissextile) du calendrier grégorien.

## Événements

### XIXesiècle
- 1842 :
  - (Alpinisme) : première ascension de l'Aneto, point culminant des Pyrénées (3404 m).
- 1852 :
  - (Joutes nautiques) : tournoi de joutes nautiques à Strasbourg à l’occasion de l’inauguration de la ligne de chemin de fer Paris-Strasbourg en présence du président Napoléon III[1].
- 1858 :
  - (Baseball) : premières entrées payantes pour un match de baseball aux États-Unis. 1 500 spectateurs payent 50 cents chacun pour assister à la victoire des New York All Stars sur Brooklyn, 22-18[2].
- 1871 :
  - (Football) : création de la FA Challenge Cup[3].
- 1878 :
  - (Tennis) : au Tournoi de Wimbledon, L’Anglais Frank Hadow s’impose en simple hommes. La finale attire 1000 spectateurs.
- 1885 :
  - (Football) : après deux ans de débats, la FA autorise le professionnalisme, mais tient à encadrer ce statut. Les autres fédérations britanniques (surtout les Écossais), mais aussi la Sheffield Association sont opposées à cette évolution.

### XXesièclede1901à1950
- 1930 :
  - (Sport automobile) : Grand Prix automobile de Belgique.
  - (Sport automobile) : Eifelrennen.
- 1947 :
  - (Cyclisme) : le Français Jean Robic remporte le Tour de France devant son compatriote Edouard Fachleitner (2e) et l’Italien Pierre Brambilla (3e).

### XXesièclede1951à2000
- 1957 :
  - (Formule 1) : Grand Prix de Grande-Bretagne.
- 1963 :
  - (Formule 1) : Grand Prix de Grande-Bretagne.
- 1968 :
  - (Formule 1) : Grand Prix de Grande-Bretagne.
- 1974 :
  - (Formule 1) : Grand Prix de Grande-Bretagne.
- 1984 :
  - (Athlétisme) : Lyudmila Andonova porte le record du monde du saut en hauteur à 2,07 m.
- 1985 :
  - (Cyclisme) : à Bonneville, John Howard établit un nouveau record de vitesse à vélo sur le plat derrière abri à 245,077 km/h.
- 1996 :
  - (Natation) : Le nageur belge Frederik Deburghgraeve bat le record du monde du 100 m brasse, en 1 min 00 s 60, lors des Jeux olympiques d'été à Atlanta.

### XXIesiècle
- 2003 :
  - (Formule 1) : Grand Prix de Grande-Bretagne.
- 2008 :
  - (Formule 1) : Grand Prix d'Allemagne.
- 2014 :
  - (Cyclisme sur route /Tour de France) : sur la 15e étape du Tour de France 2014, Tallard – Nîmes, victoire du norvégien Alexander Kristoff, l'Italien Vincenzo Nibali conserve le Maillot jaune.
  - (Escrime) : le Français Ulrich Robeiri devient champion du monde de l'épée en battant le Coréen du Sud Park Kyoung-doo, le Français Gauthier Grumier et l'Italien Enrico Garozzo complètent le podium.
  - (Golf) : le 143e British Open de l'histoire connaît son lauréat. Il s'agit du Britannique Rory McIlroy, leader depuis le premier jour. Il devance l'Espagnol Sergio Garcia et l'Américain Rickie Fowler de deux coups.
  - (Sport automobile /Formule 1) : l'Allemand Nico Rosberg sur une Mercedes s'impose sur le circuit d'Hockenheim, son premier succès en Allemagne. Lewis Hamilton prend la troisième place derrière Valtteri Bottas.
- 2015 :
  - (Cyclisme sur route /Tour de France) : sur la 16e étape du Tour de France, victoire de l'Espagnol Rubén Plaza. Au général Christopher Froome conserve le maillot jaune.
  - (Golf /Tournoi du Grand Chelem) : à l'Open britannique, l'Américain Zach Johnson s'impose à l'issue d'un playoff sur quatre trous face à l'Australien Marc Leishman et le Sud-Africain Louis Oosthuizen.
- 2016 :
  - (Cyclisme sur route /Tour de France) : sur la 17e étape du Tour de France 2016, victoire du Russe Ilnur Zakarin devant le Colombien Jarlinson Pantano et le Polonais Rafał Majka. Le Britannique Christopher Froome conforte son maillot jaune.
- 2017 :
  - (Cyclisme sur route /Tour de France) : sur la 18e étape du Tour de France 2017 qui relie Briançon au Col d'Izoard, victoire du Français Warren Barguil qu devance le Colombien Darwin Atapuma et son compatriote Romain Bardet. Le Britannique Christopher Froome conserve son maillot jaune.
  - (Natation /Championnats du monde) : sur la 6e journée des Championnats du monde de natation, victoire des Français Océane Cassignol, Logan Fontaine, Aurélie Muller et Marc-Antoine Olivier sur le relais 4 × 1,25 km puis en natation synchronisée, victoire des Russes Svetlana Kolesnichenko et Aleksandra Patskevich sur le duo libre. En Plongeon, victoire du Chinois Xie Siyi en individuel, du tremplin à 3 m.
- 2023 :
  - (Cyclisme sur route /Tour de France) : sur la 18e étape du Tour de France qui se déroule entre Moûtiers (Savoie) et Bourg-en-Bresse (Ain), sur une distance de 184,9 kilomètres[4],[5], victoire du Danois Kasper Asgreen et son compatriote Jonas Vingegaard conserve le maillot jaune.
  - (Football /Mondial féminin) : début de la 9e édition de la Coupe du monde féminine de football qui se déroule en Australie et en Nouvelle-Zélande jusqu'au 20 août 2023.
- 2024 :
  - (Cyclisme sur route /Tour de France) : sur la 20e étape du Tour de France qui se déroule dans le département des Alpes-Maritimes entre Nice et le col de la Couillole, sur une distance de 132,8 kilomètres[6], victoire comme la veille du porteur du Maillot jaune, le slovène Tadej Pogačar qui écrase tout sur son passage[7].

## Naissances

### XIXesiècle
- 1835 :
  - Joe Coburn, boxeur irlandais. († 6 décembre 1890).
- 1878 :
  - Georg Hackenschmidt, haltérophile russe puis français et ensuite britannique. († 19 février 1968).
- 1887 :
  - Louis Rigal, pilote de courses automobile français. († 8 juillet 1974).

### XXesièclede1901à1950
- 1904 :
  - Joseph Kaucsar, footballeur roumain puis français. (15 sélections en équipe de France). († ? 1986).
- 1915 :
  - Ibolya Csák, athlète de saut hongroise. Championne olympique de la hauteur aux Jeux de Berlin de 1936. Championne d'Europe d'athlétisme du saut en hauteur 1938. († 9 février 2006).
- 1921 :
  - Ted Schroeder, joueur de tennis américain. Vainqueur du Tournoi de Wimbledon 1949, des Coupe Davis 1946, 1947, 1948 et 1949. († 26 mai 2006).
- 1930 :
  - Chuck Daly, basketteur puis entraîneur américain. Sélectionneur de l'équipe des États-Unis championne olympique aux Jeux de Barcelone 1992. († 9 mai 2009).
  - Heinz Kubsch, footballeur allemand. Champion du monde de football 1954. (3 sélections en équipe nationale). († 24 octobre 1993).
- 1931 :
  - Tony Marsh, pilote de courses automobile britannique. († 7 mai 2009).
- 1938 :
  - Roger Hunt, footballeur anglais. Champion du monde de football 1966. (34 sélections en équipe nationale). († 27 septembre 2021).
  - Tony Oliva, joueur de baseball puis entraîneur cubain.
- 1942 :
  - Pete Hamilton, pilote de NASCAR américain. († 22 mars 2017).
- 1943 :
  - Chris Amon, pilote de F1 et de courses automobile d'endurance néo-zélandais. Vainqueur des 24 Heures du Mans 1966. († 3 août 2016).
  - Yvon Fauconnier, navigateur français. Vainqueur de la Transat anglaise 1984.
  - Bob McNab, footballeur anglais. (4 sélections en équipe nationale).
- 1944 :
  - Olivier de Kersauson, navigateur français. Détenteur du Trophée Jules-Verne 1997 et 2004.
- 1947 :
  - Élisabeth Riffiod, basketteuse française. Médaillée d'argent à l'Euro de basket-ball féminin 1970. (247 sélections en équipe de France).

### XXesièclede1951à2000
- 1951 :
  - Larry Black, athlète de sprint américain. Champion olympique du relais 4 × 100 m et médaillé d'argent du 200 m aux Jeux de Munich 1972. († 8 février 2006).
- 1952 :
  - Ian Ferguson, kayakiste néo-zélandais. Champion olympique du 500 mètres monoplace, du 500 mètres biplace et du 1000 mètres quatre places aux Jeux de Los Angeles 1984 puis du 500m biplace et médaillé d'argent du 1000m biplace aux Jeux de Séoul 1988. Champion du monde de course en ligne de canoë-kayak d 1000m biplace 1987.
- 1956 :
  - Mima Jaušovec, joueuse de tennis yougoslave puis slovène. Victorieuse du tournoi de Roland Garros 1977.
- 1957 :
  - Paul Vatine, navigateur français. († 21 octobre 1999).
- 1959 :
  - Giovanna Amati, pilote de courses automobile italienne.
- 1960 :
  - Federico Echave, cycliste sur route espagnol.
  - Claudio Langes, pilote de courses automobile italien.
  - Kris Nissen, pilote de courses automobile d'endurance danois.
- 1963 :
  - Paula Ivan, athlète de demi-fond roumaine. Championne olympique du 1 500 m et médaillée d'argent du 3 000 m aux Jeux de Séoul 1988.
- 1964 :
  - Sebastiano Rossi, footballeur italien. Vainqueur de la Ligue des champions 1994.
  - Bernd Schneider, pilote de courses automobile allemand.
- 1965 :
  - Joe Arlauckas, basketteur américain.
- 1968 :
  - Jimmy Carson, hockeyeur sur glace américain.
- 1972 :
  - Arnaud Boissières, navigateur français.
  - Jozef Stümpel, hockeyeur sur glace slovaque. Champion du monde de hockey sur glace 2002. (76 sélections en équipe nationale).
- 1973 :
  - Peter Forsberg, hockeyeur sur glace suédois. Champion olympique aux Jeux de Lillehammer 1994 et aux Jeux de Turin 2006. Champion du monde de hockey sur glace 1992 et 1998.
- 1975 :
  - Ray Allen, basketteur américain. Champion olympique des Jeux de Sydney en 2000. (18 sélections en équipe nationale).
  - Casey Shaw, basketteur américain.
- 1976 :
  - Alex Yoong, pilote de F1 malaisien.
- 1977 :
  - Yves Niaré, athlète de lancers de poids français. († 5 décembre 2012).
  - Sylvia Plischke, joueuse de tennis autrichienne.
- 1978 :
  - Pavel Datsiouk, hockeyeur sur glace russe. Médaillé de bronze aux Jeux olympiques de Salt Lake City 2002. Champion du monde de hockey sur glace 2012.
  - Cédric Heymans, joueur de rugby à XV français. Vainqueur du Grand Chelem 2004 et des tournois des Six Nations 2006 et 2007, des Coupe d'Europe 1997, 2003, 2005 et 2010. (55 sélections en équipe de France).
  - Will Solomon, basketteur américain. Vainqueur de l'EuroCup Challenge 2003 et de la Coupe ULEB 2004.
- 1979 :
  - Elvis Contreras, volleyeur dominicain.
  - Miklos Fehér, footballeur hongrois. (25 sélections en équipe nationale). († 25 janvier 2004).
- 1982 :
  - Antoine Vermette, hockeyeur sur glace canadien.
- 1983 :
  - Máximo González, joueur de tennis argentin
- 1984 :
  - Marie Martinod, skieuse acrobatique française. Médaillée d'argent du halfpipe aux Jeux de Sotchi 2014 et Pyeongchang 2018. Médaillée d'argent du halfpipe aux mondiaux de ski acrobatique 2017. Doublement vainqueur des Xgames.
  - Clémence Ollivier, joueuse de rugby à XV française.
- 1985 :
  - Yevhen Seleznyov, footballeur ukrainien. (55 sélections en équipe nationale).
- 1986 :
  - Karolína Bednářová, volleyeuse tchèque. Victorieuse de la Ligue européenne 2012. (25 sélections en équipe nationale).
  - Benjamin Stasiulis, nageur français. Médaillé de bronze du 200 m dos aux CE de natation 2010 puis médaillé d'argent du 4 × 100 m 4 nages aux CE de natation 2016.
- 1987 :
  - Dimitri Bascou, athlète de haies français. Médaillée de bronze du 110 m haies aux Jeux de Rio 2016. Champion d'Europe d'athlétisme du 110 m haies 2016.
- 1988 :
  - Sergey Chernik, footballeur biélorusse. (15 sélections en équipe nationale).
- 1989 :
  - Messaoud Berkous, handballeur algérien. (184 sélections en équipe nationale).
  - Rotnei Clarke, basketteur américain.
  - Iouri Gazinski, footballeur russe. (21 sélections en équipe nationale).
- 1990 :
  - Steven Joseph-Monrose, footballeur français.
  - James Magut, athlète de demi-fond kényan.
  - Wendie Renard, footballeuse française. Victorieuse de la Ligue des champions féminine 2011, 2012, 2016 et 2017, 2018, 2019, 2020 et 2022. (157 sélections en équipe de France).
  - Éric Tié Bi, footballeur ivoirien.
- 1991 :
  - Julien Morice, cycliste sur piste et sur route français. Médaillé de bronze de la poursuite individuelle aux Mondiaux de cyclisme sur piste 2015.
  - Andrew Shaw, hockeyeur sur glace canadien.
  - Heidi Weng, fondeuse norvégienne. Médaillé de bronze du 15 km skiathlon aux Jeux de Sotchi 2014. Championne du monde de ski de fond du relais 4 × 5 km 2013 et 2015 puis championne du monde de ski de fond du sprint par équipes et du relais 4 × 5 km 2017 puis du relais 4 × 5 km 2021.
- 1993 :
  - Steven Adams, basketteur néo-zélandais.
  - Lucas Digne, footballeur français. Champion du monde de football des moins de 20 ans 2013. Vainqueur de la Ligue des nations 2021. (46 sélections en équipe de France).
  - Malcolm Mitchell, joueur de foot U.S. américain.
  - Ojārs Siliņš, basketteur letton. Vainqueur de l'EuroChallenge 2014
- 1994 :
  - Antony Labanca, basketteur français.
  - Andrea Vendrame, cycliste sur route italien.
- 1996 :
  - Marko Arapović, basketteur croate.
  - Ben Simmons, basketteur australien. Champion d'Océanie de basket-ball 2013.
- 1997 :
  - Benedikt Pichler, footballeur autrichien.
- 1999 :
  - Goga Bitadze, basketteur géorgien.
- 2000 :
  - Carlos Palacios, footballeur chilien. (7 sélections en équipe nationale).

### XXIesiècle
- 2001 :
  - Álex Baena, footballeur espagnol.
- 2002 :
  - Omar Campos, footballeur mexicain.
  - Nikolaj Möller, footballeur suédois.
  - Romain Valadier-Picard, judoka français. Médaillé de bronze des -60kg aux CE de 2023.
- 2003 :
  - Hugo Auradou, joueur de rugby à XV français. Champion du monde junior de rugby à XV 2023. (1 sélection en équipe de France).

## Décès

### XXesièclede1901à1950
- 1931 :
  - Herbert Baddeley, 59 ans, joueur de tennis britannique. (° 11 janvier 1872).
- 1947 :
  - Alfred Bowerman, 73 ans, joueur de cricket britannique. Champion olympique aux Jeux de Paris 1900. (° 22 novembre 1947).

### XXesièclede1951à2000
- 1983 :
  - Åke Andersson, 66 ans, footballeur suédois. (12 sélections en équipe nationale). (° 22 avril 1917).
- 1996 :
  - František Plánička, 92 ans, footballeur tchécoslovaque puis tchèque. (73 sélections avec l'équipe de Tchécoslovaquie). (° 2 juin 1904).

### XXIesiècle
- 2012 :
  - Jack Davis, 81 ans, athlète de haies américain. Médaillé d"argent du 110 m haies aux Jeux d'Helsinki 1952 puis aux Jeux de Melbourne 1956. (° 11 septembre 1930).
- 2013 :
  - André Grobéty, 80 ans, footballeur suisse. (41 sélections en équipe nationale). (° 22 juin 1933).
- 2016 :
  - Dominique Arnaud, 60 ans, cycliste sur route français. (° 19 septembre 1955).
- 2016 :
  - Peter McNamara, 64 ans, joueur de tennis australien. (° 5 juillet 1955).
- 2021 :
  - Louisette Texier, 108 ans, résistante lors de la Seconde Guerre mondiale et pilote de courses automobile française. (° 18 février 1913).
- 2022 : 
  - Bernard Labourdette, 75 ans, cycliste sur route français. (° 13 août 1946).